# Bouton (serrurerie)
 (février 2021).
Si vous disposez d'ouvrages ou d'articles de référence ou si vous connaissez des sites web de qualité traitant du thème abordé ici, merci de compléter l'article en donnant les références utiles à sa vérifiabilité et en les liant à la section « Notes et références ».
Pour les articles homonymes, voir Bouton.

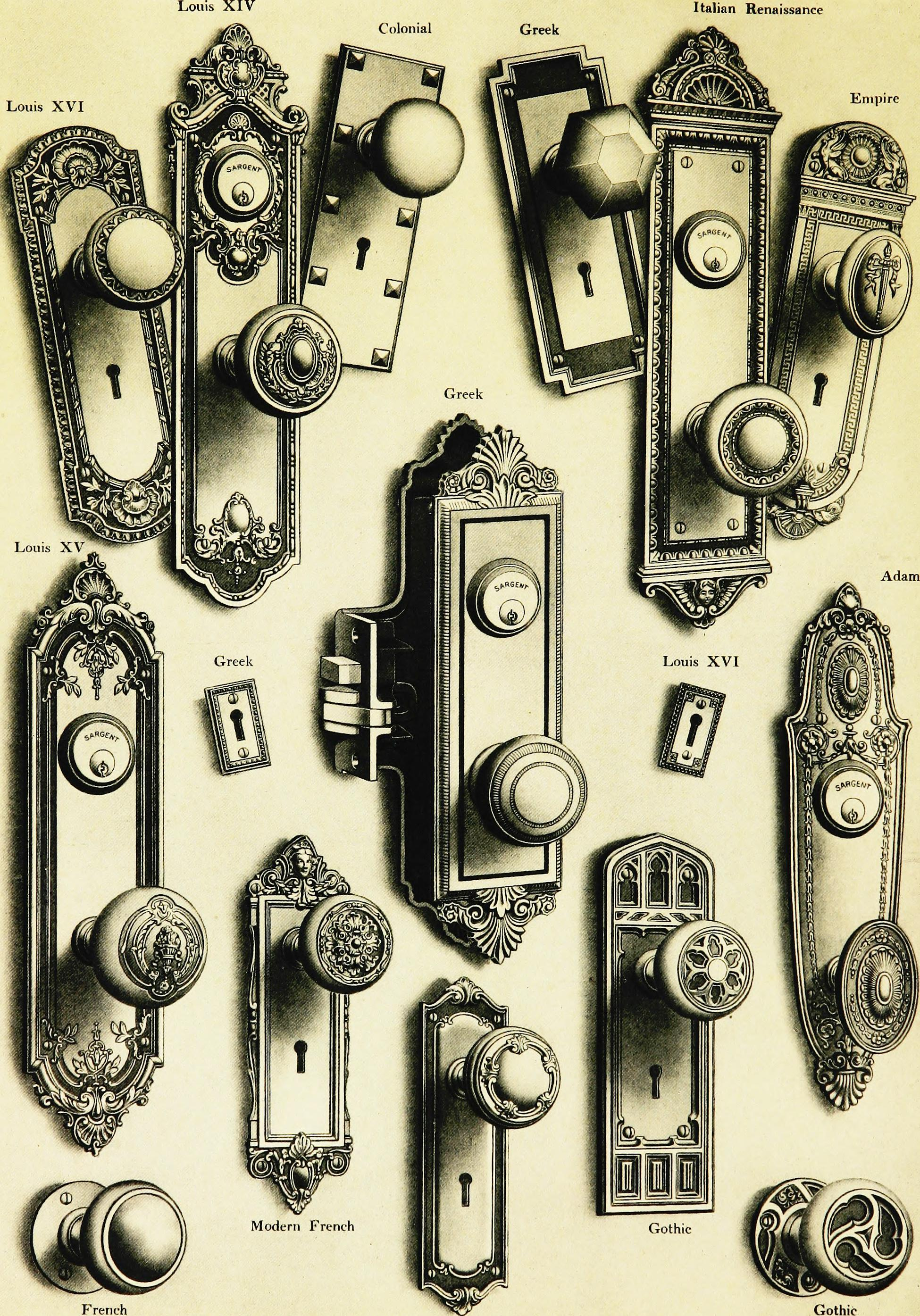
Illustration d'un livre sur la construction et la décoration des maisons (1912).

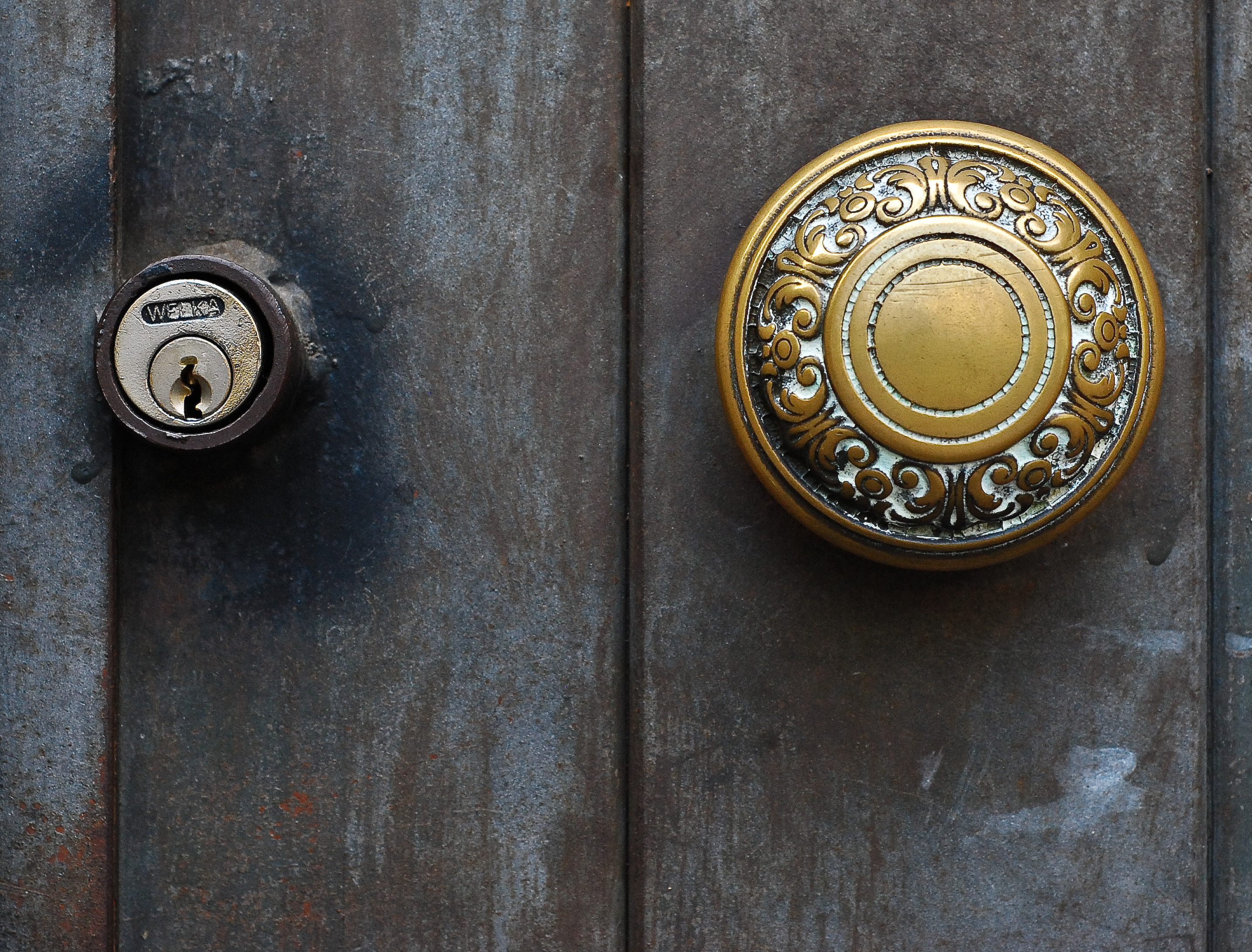
Bouton de porte en Sicile.

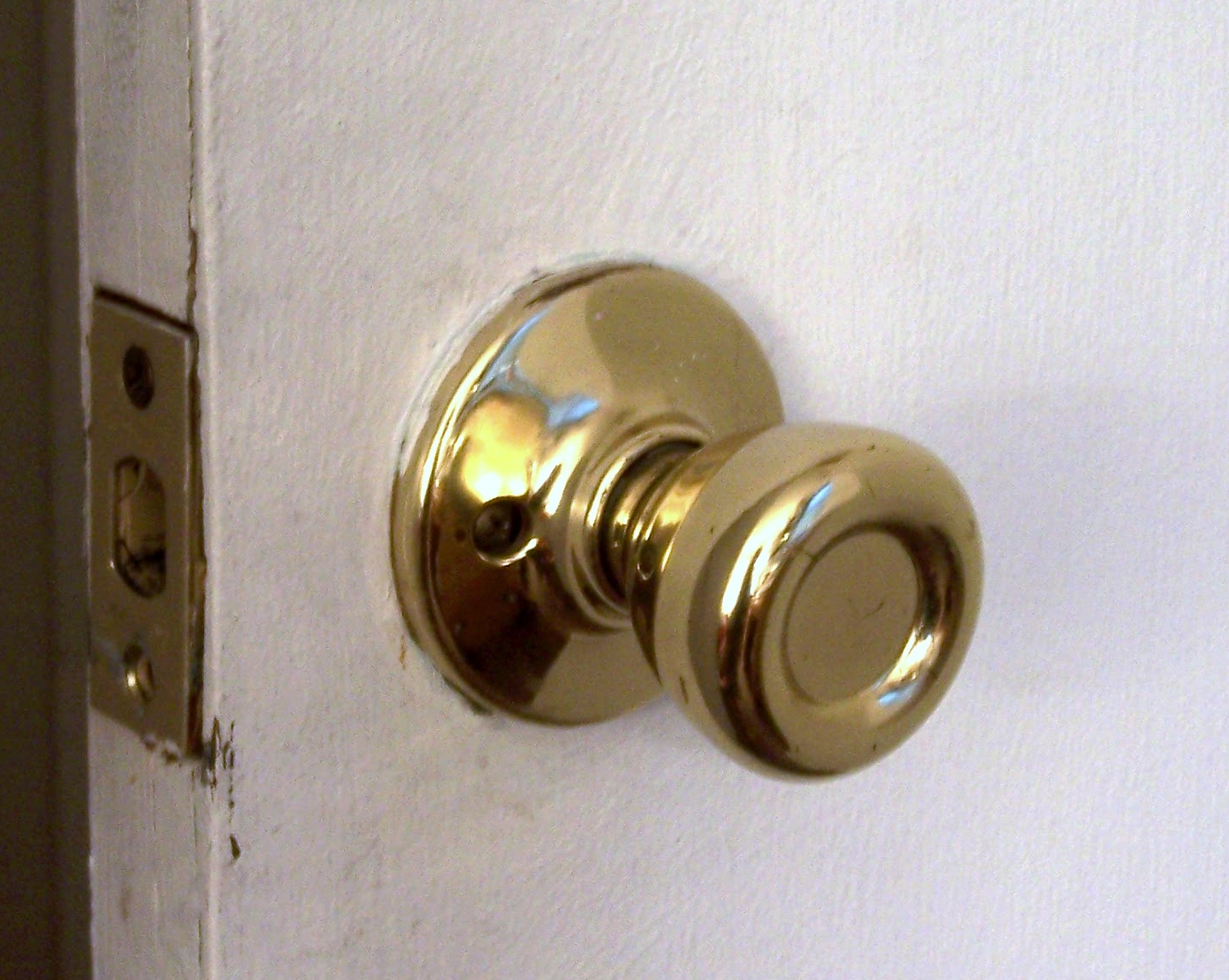
Un bouton de porte contemporain.

Un bouton en serrurerie, est une poignée qui permet de tirer une porte ou un tiroir

## Différents types
Fin XVIIIe siècle, en termes de serrurerie, un bouton est une pièce de fer sur laquelle on pose la main pour tirer une porte à soi, ouvrir un verrou, une targette, un loquet, une serrure, un bec-de-cane, etc. Il y en a de plusieurs sortes, de différents noms et propres à divers usages ; les boutons en olive – ceux-ci servent à ouvrir les loquets à bascules –, les serrures à fouillot et les becs-de-cane ; ils sont en fer ou en cuivre. On distingue :
- Bouton à filet et poli – bouton rond et plat passé au tour, qui s'applique sur une porte et sert à la tirer à soi. On en distingue de trois modèles : petit, moyen et grand[S 1].
- Bouton tourné en cul de lampe – un bouton qui sert au même usage que le précédent, mais qui, au lieu d'être plat, est bombé, et porte un riche profil[S 1].
- Bouton à bascule dit à boîte d'horloge – petit bouton en olive avec une tige à vis et un écrou garni d'une bascule, servant à fermer de petites portes d'armoires. On en distingue de trois modèles : petit, moyen et grand. Ces boutons sont unis ou à filet[S 1].
- Bouton à coulisse – bouton placé sur le palâtre ou sur la cloison d'une serrure, et qui sert à en ouvrir le demi-tour. Pour les serrures à tour et demi il est sur le palâtre, plein pour les communes, et évidé pour celles dites poussées. Il est placé sous la cloison pour les serrures de sûreté[S 1].
- Boutonnière – petite pièce de cuivre fondu en forme de gâche, portant une patte à chaque bout. Cette pièce se rive sur le bout d'une lame de persienne, et sert à la faire mouvoir au moyen d'un goujon monté sur une crémaillère[S 2].

## Galerie

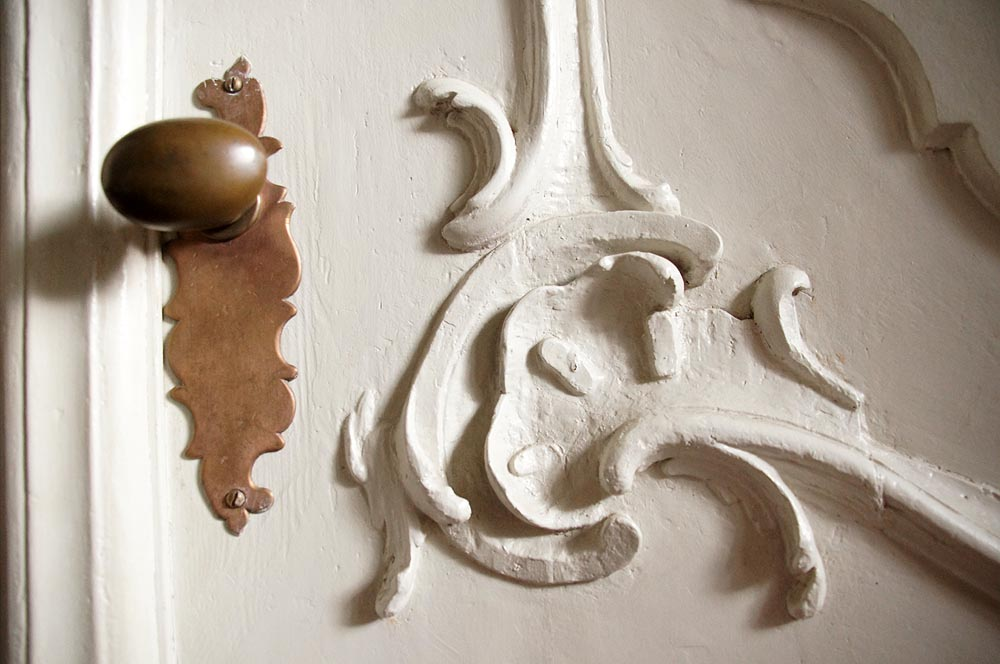
Bouton en olive. Cathédrale de Gdańsk-Oliwa.
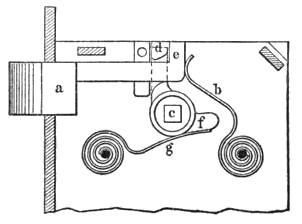
Serrure à fouillot. : a : bec-de-cane, b : ressort, c : fouillot percé d'un carré, d : épaulement du fouillot, e : tringle du bec-de-cane, f : butée du ressort du fouillot, g : ressort.